# Affaire des cancers pédiatriques de Vincennes
L'affaire des cancers pédiatriques de Vincennes est une affaire environnementale et médiatique.
Elle a commencé en 1999 par la découverte de cas de cancers pédiatriques, suivie de la mise en évidence, lors de l'enquête environnementale d'une pollution de la nappe phréatique sous-jacente, aux dérivés chlorés, trichloréthylène (TCE), et perchloroéthylène (PCE) appelé aussi tétrachloréthylène, (ainsi que du chlorure de vinyle dérivé du TCE) en provenance de l'ancienne usine chimique Kodak implantée sur place, qui avait fermé, puis été démantelée en 1986, à la suite d'une pollution au cyanure.
L'école maternelle est délocalisée la première en 2001.
L'étude épidémiologique conclut à un excès de cas de cancer dans l'école maternelle-sud, et ne met pas en évidence de lien significatif entre ces cancers et la pollution du sous-sol. L'étude est très critiquée sur la méthode et les conclusions par le toxicologue français Henri Pézerat.
Suivent ensuite d'autres découvertes de pollution aux mêmes substances chlorées de la nappe phréatique, et d'autres délocalisations d'établissements scolaires, avec l'application du principe de précaution.

## Alerte
À la fin de l'année 1999, le toxicologue français Henri Pézerat est alerté de la présence d'un excès de cas de cancers au sein de l'école maternelle Franklin Roosevelt de Vincennes, construite sur le site de l'ancienne usine chimique Kodak où étaient fabriqués supports et émulsions photographiques.
Un médecin local, le Dr Vanessa Panteghini effectue un signalement au Directeur de la DDASS, et lance l'alerte.
Henri Pézerat prévient les médias et écrit alors au Directeur Général de la Santé, lequel saisit l'Institut de Veille Sanitaire.
En mai 2000, l'Institut de Veille Sanitaire remet un premier rapport d'investigation  épidémiologique mené selon les protocoles retenus sur le plan international (CDC) et conclut à un regroupement de cancer le plus probablement lié au hasard.
En 2000, les parents des deux principales associations de parents d'élèves de l'école, interviewés par une journaliste et écrivain qui suit l'affaire, Carine Mayo, se regroupent en un collectif de parents, le Collectif Vigilance Franklin pour obtenir les résultats des analyses environnementales déjà effectuées.
Parallèlement, Henri Pézerat aidé d'un médecin et des parents, commence à interroger les riverains et à réaliser des prélèvements de sol et d'air, avec l'aide de la CRIIRAD pour la recherche de radio-activité et de radon.

## Crise
En 2001, la présence d'un nouveau cas de cancer d'un enfant de 4 ans, confirmé auprès de la DDASS par la déclaration d'un médecin, entraîne la réalisation d'une nouvelle étude épidémiologique.
En mai 2001, le Ministre de la Santé, Bernard Kouchner, annonce la fermeture et la délocalisation de l'école maternelle Franklin Roosevelt.
La présidente du Collectif Vigilance Franklin, Véronique Lapides commence à répertorier les cas précédents de cancers rares déjà connus sur place et souligne le nombre élevé de cancers parmi les enfants ayant fréquenté l'École maternelle Franklin Roosevelt construite à Vincennes, ainsi que chez les riverains habitant sur le site de l'ancienne usine chimique de la société Kodak.
L'étude environnementale met en évidence une pollution de la nappe phréatique sous-jacente par des solvants cancérigènes tels que le  benzène, le trichloréthylène et le chlorure de vinyle.
Mais l'étude épidémiologique (qui conclut à un excès de cas de cancer dans l'école maternelle, mais ne comptabilise pas le nouveau cas de 2001, qui a cependant déclenché la crise) ne met pas en évidence de lien significatif entre ces cancers et la pollution du sous-sol. Elle conclut à un « agrégat spatiotemporel » ou cluster dû au hasard à l'instar de la première étude.
La méthodologie de cette étude qui repose sur des protocoles nationaux et internationaux ainsi que sur de nombreuses analyses environnementales menées par la Mairie étude épidémiologique est toutefois  critiquée. « Les auteurs ont fait le choix d'un modèle d'accident ponctuel, découpant le phénomène en 3 phases distinctes dans le temps, une phase de "préalerte", une phase d'"alerte", et une phase de "postalerte", alors qu'un modèle linéaire continu aurait été plus adapté car la pollution est présente dans la nappe phréatique et n'a pas été retirée », avait souligné H. Pézerat. Une méthode qui ne change en rien l'analyse épidémiologique selon l'InVS.
En 2003, le député Vert, Yves Cochet propose la constitution d'une Commission d'enquête parlementaire qui est rejetée par l'Assemblée nationale.

## Après la crise
L'école maternelle rouvre en mai 2004, sur son ancien site, après d'importants travaux de bétonnage.
Véronique Lapides est formée par Henri Pézerat et d'autres scientifiques français, et continue à participer au suivi environnemental du site. Elle rejoint les lanceurs d'alerte de Sciences Citoyennes et participe à l'élaboration du livre Alertes Santé de Dorothée Benoit-Browaeys et André Cicolella, chercheur en santé environnementale à l'Institut national de l'environnement industriel et des risques (INERIS).
En 2006, les salariés du Ministère des Finances (MINEFI) qui doivent déménager à Vincennes, refusent de s'installer sur un site pollué et tous leurs syndicats appellent ensemble à signer une pétition. Ils ont gain de cause.
Le maire de Vincennes, mis en cause dans le tract de Véronique Lapides, qui le distribuait aux côtés des salariés du MINEFI, porte plainte en diffamation. Il est débouté par le Tribunal de Créteil en juillet 2008,.
Véronique Lapides a longtemps continué à demander la dépollution du site. Depuis fin 2009, son association n'a pas de réponse des autorités sanitaires, sur les questions posées par la surveillance toujours en cours du site et l'extension de la pollution en dehors du périmètre de risque.
En 2009, Véronique Lapides et son association ont rejoint Le Réseau Environnement Santé (RES) .
Depuis, la surveillance environnementale de ce site a été arrêtée, aucun autre cas de cancer pédiatrique supplémentaire n'a été rapporté.

## L'évacuation du collège Saint-Exupéry, de la crèche nord, de la restauration scolaire de la maternelle nord, 18 ans plus tard
En novembre 2017, à l'occasion des travaux d'agrandissement du collège Saint-Exupéry, lors de l'enquête environnementale préliminaire, des concentrations en dérivés chlorés trichloréthylène (TCE), et perchloroéthylène (PCE) appelé aussi tétrachloréthylène, sont retrouvées dans l'air et le Conseil départemental décide d'évacuer le collège et la crèche, contre l'avis des parents d'élèves qui ne disposent pas encore des chiffres de ces études préliminaires, et n'acceptent pas la délocalisation des enfants du collège Saint-Exupéry de Vincennes, du réfectoire de l'école maternelle nord et de la crèche  à plus de 8 kilomètres.
Serait responsable cette fois, l'usine de fabrication d'objet métalliques BAC et fils du début du XXe siècle, implantée sur place.
Les taux relevés de TCE dans le réfectoire du collège seraient de 213 µg (microgrammes)/m³ et de 40 à 60 µg/m³ dans les salles de classe. Ces taux seraient présents dans 70 % de l'établissement.
Ces solvants chlorés ont été trouvés  dans une moindre mesure, dans le bâtiment accueillant la crèche Liberté, le Relais d’Assistantes Maternelles (RAM) et la restauration scolaire de la maternelle du Nord.
Le Conseil départemental serait en possession des premiers résultats depuis presque deux mois (21 septembre 2017)
Dans un souci de transparence, le Collectif Vigilance Franklin, qui existe toujours, depuis 1999, a été consulté par les autorités.
Lors de la réunion publique du 15 novembre 2017, l'angoisse, la colère et l'incompréhension étaient palpables.
Les résultats de l'analyse préliminaire des sols, publiés sur le site de la Mairie dès le lendemain  mettent en évidence (p 61/283) (Tableau des résultats analyses sur les sols) : une pollution aux hydrocarbures, TCE, PCE et Benzène.
Les résultats de la 2e campagne dans l'air, publiés sur le site Val de Marne confirment les premiers.

## Deux pollutions importantes aux mêmes solvants, en moins de 20 ans, dans un secteur de 1 100 mètres, à vol d'oiseau
La responsabilité de l'ex-usine Kodak, située seulement à moins de 1 100 mètres, à vol d'oiseau, n'a pas été mise en cause, par le fait que le collège Saint-Exupéry est situé en amont de l'ex-usine Kodak, du sens d'écoulement de la nappe phréatique.
Sur son site, Le Collectif Vigilance Franklin signale qu'il a fait procéder en 2016 à un relevé de profondeur de nappe, la Préfecture ayant totalement stoppé la surveillance de la nappe polluée, directement sous l'ancien emplacement de l'usine Kodak, et que le niveau est remonté à celui de 2003, sans atteindre toutefois celui de 2000-2001, au moment des remontées de solvants chlorés de la nappe dans l'air . Une nouvelle surveillance serait prévue en 2021.
Cette remontée de nappe phréatique pourrait être alimentée par une augmentation du volume (avec ou sans polluants) de la nappe au nord venant de Montreuil, qui avec la dés-industrialisation pourrait avoir arrêté ses pompages industriels, depuis une trentaine d'années comme Vincennes, et les eaux de pluie.
Il apparaît urgent de reprendre la surveillance chimique de l'ex-site Kodak, et un Comité de Suivi, surtout si la nappe polluée est de plus alimentée par des volumes (éventuellement pollués aussi) venant du nord.

## Sous le collège Saint-Exupéry, la nappe phréatique potentiellement sub-affleurante est polluée
Les résultats de la première étude environnementale (20/09/17) montrent que, sous le collège Saint-Exupéry, il peut exister une circulation d'eau faible dans les remblais de 0,4 à 2,6 mètres, sous la surface (page 19/283) la nappe phréatique peut être affleurante (figure 5 page 19/283) et qu'il existe des risques de remontée de nappe.
Le 20 novembre 2017, l'analyse des eaux souterraines sous le collège Saint-Exupéry montre une pollution massive d'un piézomètre sur 5, le Pz3 au PCE à 39 000 µg/l, et en TCE à 19 000 µg/l, et une pollution moins importante de 2 autres PZ4 PCE  à 2 100µg/l 
et  Pz5 PCE à 2700 µg/l.
L'absence de chlorure de vinyle, composé de dégradation du TCE, pourrait suggérer que la pollution est récente, ou touche des profondeurs très superficielles, où les réactions chimiques n'ont pas pu se réaliser correctement.
Une campagne de mesure des gaz dans les rez-de-chaussée de 20 habitations riveraines du quartier Diderot-Liberté est décidée
Après 6 mois et douze millions d'euros de travaux, le collège provisoire ouvre sur 4 000 m2 à côté du château de Vincennes, cours des Maréchaux.